# 森於菟
森 於菟（もり おと、1890年〈明治23年〉9月13日 - 1967年〈昭和42年〉12月21日）は、日本の医学者。専門は解剖学。専門書の他に、父・森鷗外の回想記と随筆を著した。

## 来歴
1890年9月13日に東京府で、森鷗外と最初の妻・登志子（海軍中将赤松則良の長女）との間に長男として生まれた。その直後に両親が離婚、生まれて間もない授乳期の於菟は、数え年の5歳まで本郷森川町（現・文京区本郷6丁目辺り）のタバコ屋、平野甚三方（歌人平野万里の実家）に預けられた。森家に引き取られると、支配的な祖母の峰によって厳しく育てられ、父鷗外と同じように熱心な教育を受けた。生き別れた実母が1900年に病死。1902年に父鷗外が再婚。新しい母ができたことを喜んだが、義母の志げは於菟に冷たかった。
父が日露戦争に出征していた1905年春、獨逸学協会学校中等部を同窓生より2歳若く卒業したが、第一高等学校（旧制一高）の受験に失敗。翌1906年、医科志望者のためのドイツ語主体の学部である旧制一高の第三部に入学。1908年4月、祖母に連れられ、滋賀県土山村（現・甲賀市土山町）常明寺へ、客死した曾祖父、森白仙の墓参に行った帰りに静岡県磐田市の亡母方の祖父母を訪ね、はじめて挨拶をした。その後、異父妹の美代子と仲良くなるが、美代子は十代で病死した。1916年に祖母が死亡。同年林美代と結婚したがほどなく別れ、1918年に原富貴と学生結婚。1922年3月14日、夫の山田珠樹が欧州留学中であった異母妹の茉莉に同行し、欧州へ留学。見送りに来ていた父とは最後の別れとなった。
父の没後の1924年に帰国し、母校の東京帝国大学医学部助教授をへて、1945年の終戦まで台北帝国大学（現・台湾大学）医学部教授をつとめた。戦後は、1947年まで台湾大学医学院教授を務めて医学部長となり、帝国女子医学専門学校長、東邦大学医学部教授・医学部長などを歴任した。墓所は三鷹市禅林寺。
なお、兄弟4人の中で最初に父の回想記を書いており、その後3人の妹弟も続いた。特に「時時の父鷗外」『中央公論』1933年（後年『父親としての森鷗外』に収録）では、世間に知られていなかった事実、つまり父・鷗外にドイツ人女性の恋人がいたことを初めて公表した。その中で、日露戦争中の鷗外が激戦地・南山を舞台につくった『扣鈕』（）の一節「こがね髪ゆらぎし少女」こそ恋人ではないかとし、中学生のとき父から片方のボタン（カフスボタンとされる）をもらっていたことにも触れた。

## 名の由来
寅年生まれであることから、鷗外が中国の古書『左伝』から虎を意味する「於菟」を取って付けた。同じく、鷗外から、『史記』に書かれている虎の異名「山君（山の神の意）」を筆名としてもらっている。

## 家族・親族
- 五世祖父：佐藤藤佐（公事師、財政家）
- 高祖父：佐藤泰然（蘭方医）
- 曾祖父：森白仙
- 曾祖父：林洞海（幕府奥医師）
- 祖父：森静男（藩医）
- 祖母：森峰子
- 祖父：赤松則良（軍人、海軍中将）
- 父：森鷗外（小説家、陸軍軍医）
- 母：森登志子（赤松則良の長女）
- 義母：森志げ - 12歳より同居
- 叔父：三木竹二（劇評家、内科医）
- 叔母：小金井喜美子（翻訳家、歌人。夫は小金井良精、孫は星新一）
- 伯父：赤松範一（実業家、政治家）
- 叔父：赤松小寅（官僚）
- 異母妹：森茉莉（小説家、随筆家）
- 異母妹：小堀杏奴（随筆家）
- 異母弟：森不律（夭折）
- 異母弟：森類（随筆家）
- 先妻：林美代 - 1916年結婚
- 後妻：原富貴（医師・原平蔵の娘。秋田県出身） - 1918年結婚
- 長男：森真章（もり まくす、1919年〈大正8年〉8月6日 - 2000年〈平成12年〉5月6日) 
鷗外がドイツ時代の恩師マックス・フォン・ペッテンコーファーから命名。医学博士。
- 二男：森富（もり とむ、1921年〈大正10年〉 - 2007年〈平成19年〉8月31日）
鷗外が命名。女児が生まれていたら「百合 (Julie)」になる予定だった。元東北大学教授。
- 三男：森礼於（もり れお、1925年〈大正14年〉 - 2000年〈平成12年〉2月22日）
以下は於菟が漢学者吉田増蔵と相談して命名。光学の第一人者にして東芝総合研究所首席技監など。
- 四男：森樊須（もり はんす、1928年〈昭和3年〉8月28日 - 2007年〈平成19年〉9月21日）
元北海道大学教授。
- 五男：森常治（もり じょうじ、1931年〈昭和6年〉4月17日 - 2015年〈平成27年〉2月23日）
元早稲田大学教授。
- 孫：森美奈子 - 森真章の一人娘、エッセイスト
- 孫：森千里 - 森樊須の息子、千葉大学医学部教授

## 著書

### 単著
- 『小組織学』金原商店〈教科用簡明医学叢書 第6輯〉、1928年3月。NDLJP:1090155。
  - 『小組織学』（第3版）金原商店〈教科用簡明医学叢書 第6輯〉、1932年4月。NDLJP:1049030。
  - 『小組織学』（第4版）金原商店〈教科用簡明医学叢書 第6輯〉、1934年4月。NDLJP:1049041。
  - 『小組織学』（第5版）金原商店〈教科用簡明医学叢書 第6輯〉、1935年4月。NDLJP:1049048。
  - 『小組織学』（第6版）金原商店〈教科用簡明医学叢書 第6輯〉、1937年4月。NDLJP:1072735。
- 『屍室断想』時潮社、1935年3月。全国書誌番号:46092526。
- 『木芙蓉』時潮社、1936年9月。全国書誌番号:46074288。
- 『解剖台に凭りて』丸井書店、1939年10月。NDLJP:1036750。
  - 『新編 解剖台に凭りて』森北書店、1942年11月。全国書誌番号:46035658。
  - 『新編 解剖台に凭りて』冨士出版、1947年7月。全国書誌番号:46016203。
- 『解剖刀を執りて』養徳社、1946年6月。全国書誌番号:69021122。
  - 『新編 解剖刀を執りて』養老孟司解説、筑摩書房〈筑摩叢書 333〉、1989年5月。ISBN 4-480-01333-4、ISBN 978-4-480-01333-0。
- 『森鷗外』養徳社、1946年7月。全国書誌番号:46025157。
- 『父親としての森鷗外』大雅書店〈大雅新書〉、1955年4月。全国書誌番号:55005403。
  - 『父親としての森鷗外』筑摩書房〈筑摩叢書 159〉、1969年12月、復刊1985年。ISBN 4-480-01159-5、ISBN 978-4-480-01159-6。
  - 『父親としての森鷗外』筑摩書房〈ちくま文庫〉、1993年9月。ISBN 4-480-02768-8、ISBN 978-4-480-02768-9。
- 『耄碌寸前』池内紀解説、みすず書房〈大人の本棚〉、2010年10月。ISBN 978-4-622-08083-1。

### 共編著
- 吉岡俊亮、森於菟共 編『蛙』金原商店〈生物学者医学者用綜合動物学 第1巻〉、1932年4月。 NCID BN02366257。全国書誌番号:47004484。
- 森於菟、森潤三郎共 編『鷗外遺珠と思ひ出』昭和書房、1933年12月。全国書誌番号:46079719。
  - 森於菟、森潤三郎共 編『鷗外遺珠と思ひ出』日本図書センター〈近代作家研究叢書 59〉、1987年10月。ISBN 4-8205-0688-9、ISBN 978-4-8205-0688-1。
- 森於菟、平澤興、小川鼎三『組織学・骨学・靭帯学』日本医書出版〈解剖学 1〉、1950年2月。 NCID BA45665305。全国書誌番号:68014085。
- 安騎東野、緒方富雄、小川鼎三、森於菟『医学者の手帖』学生社〈科学随筆全集〉、1961年12月。 NCID BN04286578。
  - 緒方富雄、森於菟『医学者の手帖』学生社〈科学随筆文庫 25〉、1978年9月。全国書誌番号:78033275、ISBN 978-4311416255。

### 共訳
- グリム兄弟 著、森鷗外、森於菟 訳『しあはせなハンス』文藝春秋新社、1948年。NDLJP:1168452。

### 改訂
- 二村領次郎『近世解剖学 前編（本文）』森於兎改訂（14版）、金原商店、1930年9月。NDLJP:1049178。
- 二村領次郎『近世解剖学 前編（附図）』森於兎改訂（14版）、金原商店、1930年9月。NDLJP:1049179。
- 二村領次郎『近世解剖学 後編（本文）』森於兎改訂（14版）、金原商店、1930年9月。NDLJP:1049180。
- 二村領次郎『近世解剖学 後編（附図）』森於兎改訂（14版）、金原商店、1930年9月。NDLJP:1049181。

## その他
- 東京の自邸は建築家・清家清の設計によるもので（1951年）、「森博士の家」として日本近代住宅史上有名。
- 1933年には埼玉県大宮近郊の盆栽村に移り住み[4]、鷗外の印税で建てた洋風の豪邸に台湾赴任まで一家で住み[5]、小学生の息子たちとともに東京に通った[6]。建物は解体され、現存しない。跡地は大宮市が市立の文学館・「（仮称）大宮文学館」の建設用地として取得したが、合併に伴う事業整理により文学館の建設は2007年に中止され、さいたま市大宮盆栽美術館の付属施設・「さいたま国際盆栽アカデミー」の実習場として整備された。